# Max Eyth
Max (von) Eyth, oprindelig Eduard Friedrich Maximilian Eyth (født 6. maj 1836, død 25. august 1906) var en tysk ingeniør og forfatter.

## Biografi
Max Eyth var søn af Eduard Eyth (1809-1884) og Julie, født Capoll (1816-1904) og født i Kirchheim unter Teck. Han tilbragte sin skoletid og første læreår i Heilbronn på maskinfabrikken Hahn & Göbel.
Fra 1852 til 1856 studerede han maskinteknik på den polytekniske højskole i Stuttgart. Efter den praktiske uddannelse som maskinarbejder hos dampmaskinefabrikken Gotthilf Kuhn i Stuttgart-Berg arbejdede han i samme firma indtil 1862 som teknisk tegner og konstruktør. 
I 1862 blev han ansat på den engelske dampplovfabrik John Fowler i Leeds, hvor han overtog salget i udlandet af dampplovene. På sine mange rejser bl.a. til Egypten og USA agiterede han for brugen af dampploven i landbruget. Under den amerikanske borgerkrig rejste han til Egypten, hvor han i 3 år arbejdede som maskiningeniør. I romanen Hinter Pflug und Schraubstock beskriver han sine oplevelser i Egypten.
I 1882 vendte han tilbage til Tyskland, hvor han 1885 var med til at grundlægge det tyske landbrugsselskab "Deutschen Landwirtschaftsgesellschaft", som han indtil 1896 var ledende direktør for. Sine sidste år tilbragte han som forfatter i Ulm.

## Udmærkelser
- 1896 – Adlet („von Eyth“)
- 1905 – Æresdoktor ved den tekniske højskole i Stuttgart

## Værker
- Volkmar. Historisch-romantisches Gedicht, 1863
- Wanderbuch eines Ingenieurs, 5 bind, 1871-1884
- Der Waldteufel., 1878
- Mönch und Landsknecht, 1882
- Hinter Pflug und Schraubstock, 2 bind, 1899
- Der Kampf um die Cheopspyramide. Eine Geschichte und Geschichten aus dem Leben eines Ingenieurs. 2 bind, 1902
- Im Strom unserer Zeit, 3 bind, 1904-1905
- Lebendige Kräfte. Sieben Vorträge aus dem Gebiete der Technik, 1905
- Max Eyths Gesammelte Schriften, 1909
- Max Eyth, Briefe aus seiner Jugendzeit (1852-1859), 1936 udgivet af von Otto Lau, Kirchheim/Teck

## Weblinks
- Homepage Max Eyth
- Overblik over Max Eyth tekster på internettet Arkiveret 6. maj 2006 hos  Wayback Machine
- Deutsche Landwirtschafts-Gesellschaft (DLG)